# Granica odwrotna
Granica odwrotna (granica projektywna) – jedno z fundamentalnych pojęć teorii kategorii, wykorzystywane w wielu dziedzinach matematyki, na przykład w topologii czy algebrze. Pojęcie granicy odwrotnej, w nieco innej niż podana niżej wersji, pochodzi od Pawła Aleksandrowa. Ogólna definicja pochodzi od Solomona Lefschetza.

## Definicja
Rodzinę {\displaystyle S=\{X_{\sigma },\pi _{\varrho }^{\sigma },\Sigma \}} nazywamy systemem odwrotnym, gdy
- {\displaystyle \Sigma } jest zbiorem skierowanym przez relację {\displaystyle \leqslant ,}
- dla każdego {\displaystyle \sigma ,} {\displaystyle X_{\sigma }} jest obiektem ustalonej kategorii {\displaystyle {\mathcal {C}},}
- dla wszystkich {\displaystyle \sigma ,\varrho \in \Sigma } o tej własności, że {\displaystyle \sigma \leqslant \varrho } {\displaystyle \pi _{\varrho }^{\sigma }} jest morfizmem {\displaystyle X_{\sigma }\to X_{\varrho }} w kategorii {\displaystyle {\mathcal {C}},}
- dla wszystkich {\displaystyle \sigma ,\varrho ,\tau \in \Sigma ,} jeżeli {\displaystyle \tau \leqslant \varrho \leqslant \sigma ,} to {\displaystyle \pi _{\tau }^{\varrho }\pi _{\varrho }^{\sigma }=\pi _{\tau }^{\sigma }}
- dla każdego {\displaystyle \sigma \in \Sigma ,} {\displaystyle \pi _{\sigma }^{\sigma }={\mbox{id}}_{X_{\sigma }}.}

System odwrotny {\displaystyle S=\{X_{\sigma },\pi _{\varrho }^{\sigma },\Sigma \},} w którym {\displaystyle \Sigma } jest zbiorem liczb naturalnych ze zwykłym porządkiem, nazywamy ciągiem odwrotnym (pomijamy wówczas w zapisie zbiór {\displaystyle \Sigma } pisząc po prostu {\displaystyle S=\{X_{\sigma },\pi _{\varrho }^{\sigma }\}}). Przekształcenia {\displaystyle \pi _{\varrho }^{\sigma }} nazywa się przekształceniami skaczącymi systemu odwrotnego {\displaystyle S.} Element
{\displaystyle (x_{\sigma })_{\sigma \in \Sigma }\in \prod _{\sigma \in \Sigma }X_{\sigma }}
nazywa się nicią w systemie odwrotnym {\displaystyle S,} jeżeli
{\displaystyle \pi _{\varrho }^{\sigma }(x_{\sigma })=x_{\varrho }}
dla wszystkich {\displaystyle \sigma ,\varrho } o tej własności, że {\displaystyle \varrho \leqslant \sigma .}
Granicą odwrotną systemu odwrotnego {\displaystyle S} nazywa się zbiór wszystkich jego nici (jest to podzbiór iloczynu kartezjańskiego wszystkich zbiorów {\displaystyle X_{\sigma }}) i oznacza przez
{\displaystyle \lim _{\longleftarrow }\{X_{\sigma },\pi _{\varrho }^{\sigma },\Sigma \}.}

## Granice systemów odwrotnych przestrzeni topologicznych
Granica odwrotna systemu odwrotnego przestrzeni topologicznych jest przestrzenią topologiczną z topologią dziedziczoną z produktu przestrzeni {\displaystyle X_{\sigma }} (przestrzenie topologiczne są obiektami kategorii Top, w której morfizmami są odwzorowania ciągłe). Ponadto:
- granica systemu odwrotnego przestrzeni Hausdorffa jest podzbiorem domkniętym produktu tych przestrzeni, a więc na mocy twierdzenia Tichonowa, granica systemu zwartych przestrzeni Hausdorffa jest przestrzenią zwartą Hausdorffa.
- granica systemu odwrotnego przestrzeni typu Ti jest przestrzenią typu {\displaystyle T_{i}} dla {\displaystyle i\leqslant 3{\tfrac {1}{2}}.}
- granica systemu odwrotnego przestrzeni Hewitta jest przestrzenią Hewitta.
- granica systemu odwrotnego przestrzeni zerowymiarowych Lindelöfa nie musi być przestrzenią zerowymiarową[4].
- bazą granicy odwrotnej systemu {\displaystyle \{X_{\sigma },\pi _{\varrho }^{\sigma },\Sigma \}} jest rodzina zbiorów postaci {\displaystyle \pi _{\sigma }^{-1}(U_{\sigma }),} gdzie {\displaystyle \sigma } przebiega dowolny współkońcowy podzbiór zbioru {\displaystyle \Sigma ,} a {\displaystyle U_{\sigma }} jest otwartym podzbiorem przestrzeni {\displaystyle X_{\sigma }.}
- każda zwarta przestrzeń Hausdorffa jest granicą systemu odwrotnego zwartych przestrzeni metrycznych, przy czym wspomniane przestrzenie metryczne zwarte mogą być wybrane spośród zwartych podzbiorów przestrzeni euklidesowych[5].
- każde continuum jednowymiarowe jest granicą systemu odwrotnego grafów.